# 杜占元
杜占元 （1962年7月—），男，湖南华容人，中华人民共和国政治人物。湖南农业大学植物生理专业本科毕业。美国马萨诸塞大学植物化学专业毕业，哲学博士，农艺师。长期任职于中华人民共和国科学技术部（国家科委）。曾任科学技术部副部长、教育部副部长。现任中国外文出版发行事业局局长。

## 生平
1985年6月加入中国共产党。1985年7月进入国家科委中国农村技术开发中心工作，1989年至1993年前往美国攻读博士学位，归国后历任国家科委综合计划司副处长、处长；科技部发展计划司处长、副司长、司长；科技部农村司司长。2008年晋升为科技部副部长、党组成员，2010年调任教育部副部长、党组成员。2015年接替李卫红兼任国家语言文字工作委员会主任。2018年12月，调任中国外文出版发行事业局局长，以接替同年5月转任中共辽宁省委常委、宣传部长的前任局长张福海。